# Kelvin Poole
Kelvin Poole (nascido em 27 de março de 1958) é um ex-ciclista australiano que competiu nos Jogos Olímpicos de Verão de 1980, representando a Austrália.